# Фиш, Грэм
Грэм Фиш (англ. Graeme Fish; род. 23 августа 1997 года, Мус-Джо, Саскачеван) — канадский конькобежец. Участник зимних Олимпийских игр 2022 года, чемпион мира и 2-кратный бронзовый призёр чемпионата мира, 2-кратный чемпион Канады и 12-кратный призёр. Выступает за клуб "Moose Jaw Speed Skating Club"

## Биография
Грэм Фиш начал кататься на коньках в 3 года. Так как его отец раньше бегал на коньках, то с 5-ти лет он стал участвовать в соревнованиях по скоростному бегу. Сначала Грэм занимался шорт-треком, но в 15 лет переключился на длинные дорожки. Уже в 2013 году он выиграл чемпионат Канады в возрастной категории до 16-ти лет на дистанции 3000 м. Через 2 года на зимних Канадских играх в Форт-Сент-Джоне неожиданно выиграл стайерскую дистанцию 5000 метров.
В 2017 году Фиш на чемпионате Канады взял серебро и бронзу на дистанциях 10000 и 5000 м соответственно, параллельно выступая в юниорских соревнованиях он выиграл две бронзы на чемпионате мира среди юниоров на дистанции 5000 м и в масс-старте. В сезоне 2017/18 дебютировал в Кубке мира и успел выступить на 3-х этапах в следующем сезоне. В 2018 году выиграл очередную бронзу в забеге на 10000 м на Национальном чемпионате. Через год взял серебро и бронзу на 10000 и 5000 м соответственно.
В 2019 году состоялся дебют на чемпионате мира на отдельных дистанциях в Инцелле, где занял 14-е место на дистанции 5000 м и 7-е на 10000 м. Прорыв у Грэма произошёл в сезоне 2019/20, когда он завоевал свои первые медали Кубка мира, выиграв два серебра и две бронзы. В феврале 2020 года на чемпионате мира в Солт-Лейк-Сити завоевал бронзу на дистанции 5000 метров, а на дистанции 10000 метров стал победителем, установив новый мировой рекорд с результатом 12:33.86 сек.
Он получил награду Джереми Уотерспуна 2020 года от канадского конькобежного спорта, как лучшему канадскому спортсмену года среди мужчин на длинной дистанции. Из-за пандемии COVID-19 Фиш не участвовал в первой половине Кубке мира и тренировался дома. В октябре 2021 года выиграл два серебра на чемпионате Канады на дистанциях 5000 и 10000 м. В феврале 2022 года он участвовал на зимних Олимпийских играх в Пекине занял 6-е место в забеге на 10000 метров.
На очередном чемпионате мира на отдельных дистанциях в Херенвене Фиш занял 13-е место в забеге на 5000 м и 5-е на 10000 м. В сезоне 2023/24 он стал в очередной раз призёром чемпионата Канады на 5000 и 10000 метров. В январе 2024 года на чемпионате четырёх континентов в Солт-Лейк-Сити выиграл серебряную медаль на дистанции 5000 метров, а в феврале на чемпионате мира на отдельных дистанциях завоевал бронзу в забеге на 10000 метров.

## Спортивные результаты
| Год  | Чемпионат мира на отдельных дистанциях | Олимпийские игры | Кубок мира    | ЧМ мира юниоры      |
| ---- | -------------------------------------- | ---------------- | ------------- | ------------------- |
| 2017 |                                        |                  |               | 5000 м · масс-старт |
| 2018 |                                        |                  |               |                     |
| 2019 | 14e 5000 м 7e 10 000 м                 |                  |               |                     |
| 2020 | 5000 м · 10 000 м                      |                  | 5000/10 000 м |                     |
| 2022 |                                        | 6е 10 000 м      |               |                     |

## Личная жизнь
Грэм Фиш изучает кинезиологию в Университете Калгари. Любит смотреть фильмы, кататься на лыжах, ходить в походы и кататься на горных велосипедах.